# اشتباكات جنوب لبنان في سبتمبر 1992
في 30 سبتمبر 1992، وقعت سلسلة من الاشتباكات في جنوب لبنان بين حزب الله وجيش لبنان الجنوبي، مما أسفر عن مقتل 9 أشخاص، من بينهم فرد من حفظة السلام التابعين لليونيفيل.

## الخلفية التاريخية
وخلال الحرب الأهلية اللبنانية، كان حزب الله من بين عدة جماعات مسلحة تشكلت ردا على الغزو الإسرائيلي لجنوب لبنان. وعلى الرغم من تمويل حزب الله من قبل إيران، وفي وقت لاحق من سوريا، إلا أنه يعتقد أن حزب الله يتلقى الملاذ من لبنان.
وعندما تم التوصل إلى اتفاق الطائف، عدل الدستور اللبناني لإنهاء الحرب الأهلية، وحل جميع الميليشيات اللبنانية. ثم ثار الجدل حول ما إذا كان وجود حزب الله في لبنان قد أظهر فشل الحكومة، أو عدم اكتراثها، أو تقديم دعم سري له. وأطلق حزب الله حملة للعلاقات العامة، وبيانات سياسية، وبرنامجا سياسيا. ونتيجة لذلك، صنفت الحكومة اللبنانية الجناح العسكري لحزب الله، وهي «المقاومة الإسلامية» باعتبارها حركة مقاومة، وليس بوصفها إحدى الميليشيات. وبالتالي، أعفيت المنظمة من التفكك ونزع السلاح.
وقد طالب اتفاق الطائف بانسحاب إسرائيلي بناء على قرار الأمم المتحدة رقم 425 ولكنه سمح صراحة بمقاومة الاحتلال الإسرائيلي «بكل الوسائل» بما في ذلك عسكريا. وقال حزب الله انه سيواصل معارضته للاحتلال الإسرائيلي «كمجموعة مقاومة» لانه بالفعل تمت حمايته بموجب الاتفاقية. كما أعلن حسن نصر الله الأمين العام لحزب الله أنه على الرغم من أن اتفاق الطائف كان وقفا للحرب الأهلية اللبنانية، فإن حزب الله لم يشارك أبدا في تلك الحرب، ولم يكن له وجود إلا لمحاربة القوات الأجنبية المتمركزة في البلاد.

## الأحداث
وقال مسئولو الأمن اللبنانيون والجيش الإسرائيلي ان الاشتباكات وقعت في 30 سبتمبر عام 1992 عندما هاجم مسلحون من حزب الله مواقع تسيطر عليها ميليشيا جيش لبنان الجنوبي التي تسيطر عليها إسرائيل.
وقال المتحدث باسم الامم المتحدة تيمور غوكسيل ان القتال انتشر فوق منطقة واسعة شرق صور. وقال ان قوات حفظ السلام التابعة للامم المتحدة تعرضت أيضا لهجوم عندما رفضت السماح لمسلحين من حزب الله من خلال نقطة تفتيش. أطلق المهاجمون قنبلة صاروخية على نقطة التفتيش، مما أسفر عن مقتل أحد أفراد حفظ السلام الأيرلندي وإصابة آخر بجروح.
وذكرت حركة المقاومة الإسلامية بقيادة حزب الله في بيان صدر هنا ان قواتها هاجمت موقعا لجيش لبنان الجنوبي في وقت مبكر من يوم 30 سبتمبر في المنطقة الامنية التي تحتلها إسرائيل. وقال جيش لبنان الجنوبي في بيان إن جنوده صدوا الهجوم.

## عدد الضحايا
وفي 30 سبتمبر 1992، قتلت الاشتباكات في جنوب لبنان بين حزب الله وجيش لبنان الجنوبي تسعة أشخاص، من بينهم فرد من حفظة السلام التابعين لليونيفيل.

## فيما بعد
وفي أواخر يونيو 1993، أطلق حزب الله صواريخ على قرية إسرائيلية، وفي الشهر التالي، قتلت الهجمات التي شنها كل من حزب الله والجبهة الشعبية لتحرير فلسطين – القيادة العامة خمسة جنود من الجيش الإسرائيلي داخل الأراضي اللبنانية الجنوبية المحتلة. وتعتبر هذه الإجراءات عموما حافزا لعملية تصفية الحساب.